# Питний мед (Польща)
Питний мед (пол. miód pitny) — алкогольний напій польської кулінарної традиції, що виготовляється шляхом спиртового бродіння суміші меду та води. Має характерний медовий аромат і смак, який може бути збагачений додаванням фруктових соків, трав або спецій. Колір варіюється від золотистого до темно-бурштинового, залежно від виду меду, який використовується для виробництва.
У 2008 році чотири традиційні сорти польської медовухи, які вказують на частку меду та води, що використовується у виробництві, були зареєстровані Європейським Союзом як традиційна спеціальність, що гарантується. Виробництво медовухи в Польщі майже подвоїлося протягом наступних чотирьох років, що зробило Польщу найбільшим у світі виробником питного меду, виготовленого традиційними методами.

## Подача
У Польщі питний мед найчастіше подають в кімнатній температурі у склянці або келиху. Залежно від погоди, його також можна пити охолодженою до температури близько 12°C або теплою. У спекотний день охолоджену медовуху можна подавати з м'ятою або скибочкою лимона. Взимку деякі поляки полюбляють глінтвейн, який може бути додатково приправлений гвоздикою, корицею, ваніллю, імбиром, чорним перцем або шматочком апельсина.